# Błenna
Błenna – wieś w Polsce, położona w województwie kujawsko-pomorskim, w powiecie włocławskim, w gminie Izbica Kujawska.

## Struktura
W latach 1954–1971 wieś należała i była siedzibą władz gromady Błenna, po jej zniesieniu w gromadzie Izbica Kujawska. W latach 1975–1998 miejscowość należała administracyjnie do województwa włocławskiego. Do końca 2010 r. w obrębie Błenny wyróżnione były 2 części miejscowości – Błenna Druga i Błenna Pierwsza, jednak zostały one zniesione z dniem 1 stycznia 2011 r. Według Narodowego Spisu Powszechnego (III 2011 r.) liczyła 381 mieszkańców. Jest największą miejscowością gminy Izbica Kujawska.
W czasie II wojny światowej miejscowość nosiła nazwę Blennwitz.

## Kościół
Kościół parafialny Świętej Małgorzaty i Michała Archanioła zbudowany został w 1861, jednak pierwsze wzmianki o świątyni pochodzą już z 1517. Wewnątrz znajduje się m.in. rokokowa chrzcielnica, obrazy: Pietà z XVIII wieku w rokokowej ramie, Święty Izydor z początków XIX wieku, stacje Drogi Krzyżowej z połowy XIX wieku oraz 2 rokokowe rzeźby świętych patronów. Parafia Błenna należy administracyjnie do dekanatu izbickiego (diecezja włocławska).